# Shahrukh Mirza

Reconstructie van het gezicht van Shahrukh Mirza

Shahrukh Mirza شاه رخ ميرزا of Shah Rukh (Samarkand, 21 juli 1377 - Rayy, 12 maart 1447) was vanaf de dood van zijn vader Timoer Lenk in 1405, wiens vierde zoon hij was, de vorst van Khorassan. Nadat zijn neef Khalil, de sultan van Samarkand, in 1408 gevangengezet was, trok hij op met zijn leger naar Samarkand en zag zijn gezag vrijwel onmiddellijk erkend, niet alleen in de stad maar in geheel Transoxanië.
Hij stond bekend als dapper en vrijgevig, maar hij was niet erg ambitieus. Zijn bewind was voornamelijk een periode van vrede. Een uitzondering vormden de Turkmeense stammen in Klein-Azië die Timoer weliswaar verslagen maar niet vernietigd had. Hij schijnt zijn gezag in zijn gebieden in India te hebben kunnen handhaven.
Hij werd opgevolgd door zijn zoon Ulug Bey.
- Bibliothèque nationale de France: cb15569936m (data)
- Gemeinsame Normdatei: 119466058
- International Standard Name Identifier: 0000 0000 4041 089X
- Library of Congress Control Number: n2005064127
- TDVİA: sahruh
- Virtual International Authority File: 24010955